# Герб Карабаново (Владимирская область)
Герб городского поселения «Город Караба́ново» Александровского района Владимирской области Российской Федерации.
Герб утверждён Решением  Совета народных депутатов города Карабаново № 41 от 21 мая 2008 года.
Герб внесён в Государственный геральдический регистр Российской Федерации под регистрационным номером 4163. 

## Описание герба
«В лазоревом поле червлёная перевязь, узко окаймлённая серебром, обременённая сообразно щиту двумя золотыми цветками и между ними накрытая двумя штуками ткани, серебряной и золотой, сложенными одна на другой, причём серебряная смещена влево, а золотая - вправо».
Герб города Карабаново в соответствии со статьей 6 Закона Владимирской области "О гербе Владимирской области" от 20 января 1999 года N 8-ОЗ (с поправками от 6 сентября 1999 года N 44-ОЗ), может воспроизводиться в двух равнозначных версиях:
-без вольной части;
-с левой вольной частью - четырехугольником, примыкающим к верхнему левому  углу щита с воспроизведёнными в нем фигурами герба Владимирской области.
Версия герба с вольной частью применяется после внесения герба Владимирской области в Государственный геральдический регистр Российской Федерации.
Герб города Карабаново в соответствии с "Методическими рекомендациями по разработке и использованию официальных символов муниципальных образований", утверждёнными Геральдическим советом при Президенте Российской Федерации 28.06.2006 (гл. VIII, п. 45), может воспроизводиться со статусной короной установленного образца.

## Описание символики
Герб современного города разработан на основе герба, упомянутого в Уставе города, утверждённого 22 сентября 1999 года № 55.
Рабочий посёлок Карабаново (с 1938 года - город) возник на месте маленького сельца Коробаново в середине XIX века. Сельцо же располагалась на землях Коробановой пустоши, которой владели Коробовы. Это был старинный род, где почти все были военными, в награду за воинские доблести и государственную службу получавшие свои земли. В конце XIX века под влиянием московского говора, Коробаново превращается в Карабаново. Из-за такого звучания может возникнуть версия, что название города происходит от тюркского "кара" - чёрный, плохой, злой. Однако эта версия ошибочна.
Карабаново впервые упоминается в письменных источниках в 1630 году. Тогда оно было небольшим сельцом из нескольких изб, построенных на правом берегу судоходной в то время реки Серой. Со временем селение стало деревней, застроился и противоположный берег реки. В 1846 году династией купцов Барановых была основана прядильно-ткацкая фабрика. В 1871 году Карабаново связала с Александровом железнодорожная колея. Прядильно-ткацкая фабрика переросла в бумаго-прядильную мануфактуру. В настоящее время в городе работает несколько фирм занимающихся швейным производством, а фабрика "Спартак" одно из крупнейших предприятий города. Кроме того, в городе много индивидуальных предпринимателей связанных с изготовлением и продажей постельного белья.
История развития в Карабанове ткацкого производства нашла отражение в гербе города, в фигурах кусков материи. Красная лента с цветами (отрез ткани) - символически представляет швейную фабрику "Спартак" и другие предприятия швейной промышленности.
Два золотых цветка символизируют также славное прошлое и светлое будущее жителей города, который в лучшие времена по численности населения превосходил районный центр.
Красный цвет - символ труда, жизнеутверждающей силы и красоты, праздника, мужества.
Лазурь - символ возвышенных устремлений, искренности, преданности, возрождения. В гербе поселения лазурь - символ реки Серой.
Золото - символ высшей ценности, величия, великодушия, богатства, урожая.
Серебро - символ чистоты, ясности, открытости, божественной мудрости, примирения.

## История герба

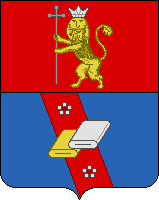
Герб города Карабаново (1999 год)

Ныне действующий герб Карабаново разработан на основе ранее утверждённого 22 сентября 1999 года герба в Уставе города.
На гербе 1999 года было изображено: в верхней части щита герб Владимирской области, в нижней - в лазоревом поле червлёный пояс перевязью справа, обременённый золотым и слева вверху серебряным рулонами ткани и сопровождаемыми вверху и внизу серебряными с червлёной сердцевиной пятилепестковыми цветками. 
Ныне действующий герб был разработан при содействии Союза геральдистов России.
Авторская группа: идея герба - Николай Забиронин (Карабаново); геральдическая доработка - Константин Моченов (Химки), Владимир Березин (Александров); художник и компьютерный дизайн - Оксана Афанасьева (Москва); обоснование символики: Вячеслав Мишин (Химки).